# Arthur Everitt
Arthur Francis Graham Everitt (Paddington, 27 agosto 1872 – Oxford, 10 gennaio 1952) è stato uno schermidore britannico, vincitore di una medaglia d'argento nella scherma ai giochi olimpici.